# 十和田湖観光汽船
十和田湖観光汽船株式会社（とわだこかんこうきせん）は、かつて青森県十和田市の十和田湖の遊覧船を運航した会社である。

## 航路
- 休屋 - 子ノ口航路
- 中の湖航路（休屋 - 休屋）

※十和田観光電鉄と共同運航。

## 船舶
- 第2十和田丸[1]

釧路船舶鉄工建造、1968年6月竣工
305.45総トン、全長33.95m、幅6.80m、深さ2.20m、ディーゼル、機関出力300ps、航海速力10.50ノット、旅客定員650名
- 第3十和田丸[1]

福井造船建造、1972年9月竣工、もと青森県観光事業協会と船舶整備公団の共有船
349.69総トン、全長33.40m、幅7.20m、深さ2.59m、ディーゼル2基、機関出力400ps、航海速力10.0ノット、旅客定員721名
- 第5十和田丸[1]

福井造船建造、1975年7月竣工、もと青森県観光事業協会と船舶整備公団の共有船
268.92総トン、全長32.95m、幅7.40m、深さ2.60m、ディーゼル2基、機関出力600ps、航海速力10.0ノット、旅客定員650名
- 奥入瀬丸[1]

福井造船建造、1978年9月竣工、もと青森県観光事業協会と船舶整備公団の共有船
253.38総トン、全長32.45m、幅7.30m、深さ2.60m、ディーゼル1基、機関出力540ps、航海速力10.5ノット、旅客定員610名
- 第6十和田丸[2]

横浜ヨット建造、1995年7月竣工、もと青森県観光事業協会と船舶整備公団の共有船
317.00総トン、全長32.50m、幅9.00m、深さ2.79m、ディーゼル2基、機関出力840ps、航海速力11.10ノット、旅客定員596名

## 沿革
- 1912年6月 - 十和田保勝会を創設。
- 1912年8月14日 - 子ノ口 - 休屋間などで運航開始。
- 1934年11月30日 - 社団法人青森県観光協会設立、十和田保勝会の発展的解散。
- 1939年 - 社団法人青森県観光協会が太陽館、観光館、観光ホテル、東湖館、子の口館、吉崎多三郎の遊覧船経営権・船舶を買収。
- 1944年 - 社団法人青森県観光協会を青森県勝地健民協会に改称。
- 1948年12月25日 - 社団法人青森県勝地健民協会を青森県観光協会に改称。
- 1958年12月 - 財団法人秋田県観光開発公社を設立。
- 1959年1月 - 十和田八幡平観光株式会社から発荷 - 休屋 - 子ノ口間の航路を財団法人秋田県観光開発公社に譲渡する。
- 1960年2月24日 - 財団法人青森県観光事業協会設立（のち社団法人青森県観光協会を解散）。
- 1963年4月24日 - 財団法人青森県観光事業協会が休屋 - 中の湖 - 休屋間定期航路免許を受ける。
- 1964年4月15日 - 「十和田湖観光汽船株式会社」設立。和井内貞行経営の和井内 - 発荷 - 休屋 - 宇樽部 - 子ノ口 - 和井内間定期航路を譲渡。
- 1967年1月 - 杉本行雄から休屋 - 子ノ口間の航路を十和田観光電鉄に譲渡した。
- 1968年6月 - 黒石十和田観光有限会社を十和田遊覧船株式会社に組織変更。
- 1974年1月 - 十和田遊覧船株式会社 休屋 - 子ノ口間定期航路廃止。
- 1974年4月 - 財団法人秋田県観光開発公社の旅客定期航路事業部門を秋北バスへ譲渡。
- 1975年4月 - 財団法人青森県観光事業協会・十和田湖観光汽船株式会社・十和田観光電鉄株式会社・秋北バス株式会社の4社共同運航開始。
- 19xx年Xx月 - 秋北バス・財団法人青森県観光事業協会が撤退。
- 2012年8月17日 - 青森地裁へ民事再生手続きの開始を申請し倒産した。負債総額は約5億7千万円[3]。同社は「原発事故の風評被害で修学旅行生らが来なくなった。乗客数は事故前の7割までしか戻らず、収益回復が見込めない」と説明している。
- 2013年11月14日 - 民事再生手続き廃止。破産へ[4]。
- 2016年1月12日 - 法人格消滅。

## 営業所
十和田湖営業所
- 青森県十和田市大字奥瀬字十和田16

## 破産後
十和田湖観光汽船破産後、元従業員を中心とし十和田湖遊覧船企業組合が設立され破産時保有していた遊覧船を四隻継承し、子ノ口 - 休屋航路に参入したが、2016年1月で運行を停止した。